# Anoplolepis macgregori
Anoplolepis macgregori är en myrart som först beskrevs av Arnold 1922.  Anoplolepis macgregori ingår i släktet Anoplolepis och familjen myror. Inga underarter finns listade i Catalogue of Life.